# Daniel Bovet
Daniel Bovet, švicarsko-italijanski farmakolog in akademik, nobelovec, * 23. marec 1907, Fleurier, Švica, † 8. april 1992, Rim, Italija.
Ukvarjal se je s farmakologijo različnih učinkovin, najbolj znan pa je po odkritju antihistaminikov, razreda učinkovin, ki se veliko uporabljajo za blaženje simptomov alergij in nadzor drugih vnetnih reakcij. Za svoja odkritja sintetičnih učinkovin, ki zavirajo delovanje določenih snovi v telesu, je leta 1957 prejel Nobelovo nagrado za fiziologijo ali medicino.

## Življenjepis
Vzgajan je bil v strogem kalvinističnem duhu. Njegov oče Pierre Bovet je bil profesor pedagogike na Univerzi v Ženevi, kjer je Daniel Bovet leta 1927 diplomiral iz naravoslovja, mati Amy Babot pa učiteljica. Kasneje je v intervjujih povedal, da je oče njega in njegove sorojence (imel je še tri starejše brate in sestro) uporabljal kot »poskusne zajčke« za svoje pedagoške teorije: na njem je denimo preizkušal vzgojno metodo Montessori in ga naučil esperanto kot prvi jezik.
Po diplomi je postal asistent na inštitutu za fiziologijo in dve leti kasneje še doktoriral s tezo s področja primerjalne anatomije.

### Pasteurjev inštitut
Po doktoratu se je na povabilo Ernesta Fourneauja direktorja laboratorija za farmacevtsko kemijo, pridružil Pasteurjevem inštitutu v Parizu in vzpostavil oddelek za farmakologijo. Tu je pričel z obsežnim programom raziskav antibiotikov in biološko aktivnih spojin, ki vplivajo na homeostazo organizma. Sprva se je posvetil reakcijam pod nadzorom avtonomnega živčevja, kasneje pa se je lotil tudi medsebojnih vplivov notranjega okolja, osrednjega živčevja in vedenja. V znanstvenem smislu so nanji vplivali predvsem Claude Bernard, Louis Pasteur in Paul Ehrlich, pionirji razumevanja delovanja kemičnih snovi na organizem. V zgodnjih letih je bistveno razširil Ehrlichov program raziskav sulfonamidov. S sodelavci je ugotovil, da antibiotik prontosil, ki ga je odkril Gerhard Domagk, ni učinkovit in vitro zato, ker se v telesu razcepi na aktivno spojino p-aminofenilsulfamid ter ostanek, ki sicer blokira delovanje. S tem so ovrgli takrat uveljavljeno teorijo, da je sposobnost spojin obarvati bakterijske celice neločljivo povezana z njihovim antibakterijskim učinkom. Leta 1936 so ugotovili tudi, da sulfonamidi ne ubijajo bakterijskih celic neposredno, temveč delujejo nanje kot citostatiki.
Bovetova skupina je poleg tega preučevala mehanizme delovanja vrste spojin, ki bi utegnile delovati kot vazodilatatorji, s spremljanjem njihove prisotnosti in oblike na poti skozi telo. Odkritje simpatolitične spojine, ki deluje kot antagonist adrenalina, ga je spodbudilo k razmišljanju o antihistaminikih. Histamin je pred tem odkril Henry Hallett Dale, Bovet pa je z demonstracijo delovanja njegovega antagonista timoksietildietilamina (piperoksana) prvi nedvoumno dokazal, da je histamin odgovoren za alergijske reakcije. Timoksietildietilamin se je v praksi izkazal za preveč toksičnega, so pa praktično vsi antihistaminiki, ki so danes v klinični uporabi, njegovi derivativi.
Na Pasteurjevem inštitutu je spoznal svojo kasnejšo ženo Filomeno Nitti, sestro kolega Federica Nittija (njen oče je bil predvojni italijanski premier Francesco Nitti). Kasneje je sodelovala pri njegovih raziskavah, saj je bila tudi sama farmakologinja – Fourneau namreč ni imel zadržkov pred vključevanjem žensk v raziskovalno delo, za razliko od velike večine akademskih ustanov tega časa. Med drugo svetovno vojno je švicarsko državljanstvo Boveta obvarovalo pred nadlegovanjem, ko so Nemci okupirali Pariz, aretiran in odstavljen pa je bil njegov nadrejeni in mentor Fourneau, zato je tudi Bovet kmalu odšel.

### Selitev v Italijo
Pred tem se je lotil delovanja strupa kurare na osrednje živčevje in se leta 1947 na povabilo Domenica Marotte pridružil ustanovi Istituto Superiore di Sanità v Rimu. Leta 1948 je prevzel italijansko državljanstvo. S sodelavci so sintetizirali stotine derivativov z različnimi deli kemične strukture izvirne spojine, ki so izkazovali različne stopnje farmakološke aktivnosti v primerjavi s čistim kurarejem. Med drugim je uspešno preskusil potencial sukcinilholina in sintetičnega galamina kot mišičnih relaksantov in anestetikov, ki sta prišla v vsesplošno uporabo v anesteziologiji.
V tistih letih je bil njegov inštitut ena osrednjih raziskovalnih ustanov v Italiji, kjer so delali številni vrhunski znanstveniki, kot sta nobelovca Ernst Boris Chain in Enrico Fermi ter kasnejša nobelovka Rita Levi-Montalcini, tudi Bovet je bil v tem času na vrhuncu svoje produktivnosti. Vendar pa je inštitut kmalu prizadela serija hudih političnih škandalov, zaradi česar je želel najti akademski položaj drugje. Pri kandidaturi za profesorja farmakologije je imel kljub Nobelovi nagradi ter številnih drugih priznanjih velike težave in šele leta 1964 je dobil položaj na Univerzi v Sassariju na Sardiniji. Nekaj let je vzporedno deloval tudi kot gostujoči profesor na Univerzi Kalifornije v Los Angelesu (ZDA) in raziskoval vpliv parasimpatomimetikov ter adrenergikov na vedenje. Z vidika današnjega znanja je kontroverznejše njegovo zanimanje za vpliv nikotinskih receptorjev pri stimulaciji osrednjega živčevja; zagovarjal je namreč stališče, da lahko kajenje tobaka spodbudi intelektualni razvoj kadilcev.
Leta 1969 so njegove raziskave na področju biopsihologije, takrat v Italiji še nepoznane vede, vodile k ustanovitvi Laboratorija za psihobiologijo in psihofarmakologijo pri Narodnem raziskovalnem svetu v Rimu. Vpliv učinkovin je Bovet uporabljal za preučevanje živčevja in variabilnosti njegove zgradbe ter povezanega vedenja. Bil je eden prvih, ki je raziskoval genetsko ozadje učenja in spomina pri živalih in z uporabo izoliranih linij laboratorijskih miši dokazal, da imajo biološke strukture pomemben vpliv na vedenjske vzorce.
Upokojil se je leta 1982 kot profesor psihobiologije na Rimski univerzi La Sapienza, ki mu je takrat podelila naziv zaslužnega profesorja. O njegovem zasebnem življenju je sicer razmeroma malo znanega; tudi avtobiografija, ki jo je oddal ob prejemu Nobelove nagrade, je v tem pogledu nenavadno skopa. Med sodelavci je veljal za skromnega in zadržanega človeka. Nobenega svojih odkritij ni patentiral ali si zagotovil kakšne druge neposredne finančne koristi od njih. Umrl je za rakom v 86. letu starosti.

## Priznanja
Za svoje delo je prejel številna državna in strokovna priznanja. Že leta 1946 ga je francoska vlada odlikovala z nazivom viteza reda legije časti (Chevalier de la Légion d'honneur), leta 1957 pa je postal edini prejemnik Nobelove nagrade za fiziologijo ali medicino. Nominirala sta ga flamski farmakolog Corneille Heymans in njegov nadrejeni, Domenico Marotta.
Za člana so ga sprejele različne akademske ustanove: Accademia Nazionale delle Scienze detta dei XL, Accademia Medica di Roma, Francoska akademija znanosti in britanska Kraljeva družba (slednji dve kot tujega člana). Poleg tega je prejel častne doktorate osmih univerz, med njimi njegove matične Univerze v Ženevi.
Po njem so poimenovali ulico v francoskem kraju Buc, upodobljen je bil tudi na dveh znamkah. Evropska akademija za alergijo in klinično imunologijo (EAACI) podeljuje v njegovo čast medaljo Daniela Boveta za izboljšave pri zdravljenju in preprečevanju alergijskih bolezni.